# Toinenjärvi (sjö i Finland)
Toinenjärvi är en sjö i Finland. Den ligger i kommunen Salla i landskapet Lappland, i den norra delen av landet, 800 km norr om huvudstaden Helsingfors. Toinenjärvi ligger 191,3 meter över havet. Den är 7,6 meter djup. Arean är 46,7 hektar och strandlinjen är 3,16 kilometer lång. Sjön  ingår i Kemi älvs huvudavrinningsområde. 